# شتیپوکلاسی
شتیپوکلاسی (به چکی: Štipoklasy) یک منطقهٔ مسکونی در جمهوری چک است که در ناحیه کوتنا هورا واقع شده‌است. شتیپوکلاسی ۳٫۷۸ کیلومتر مربع مساحت و ۱۵۰ نفر جمعیت دارد.

## نگارخانه

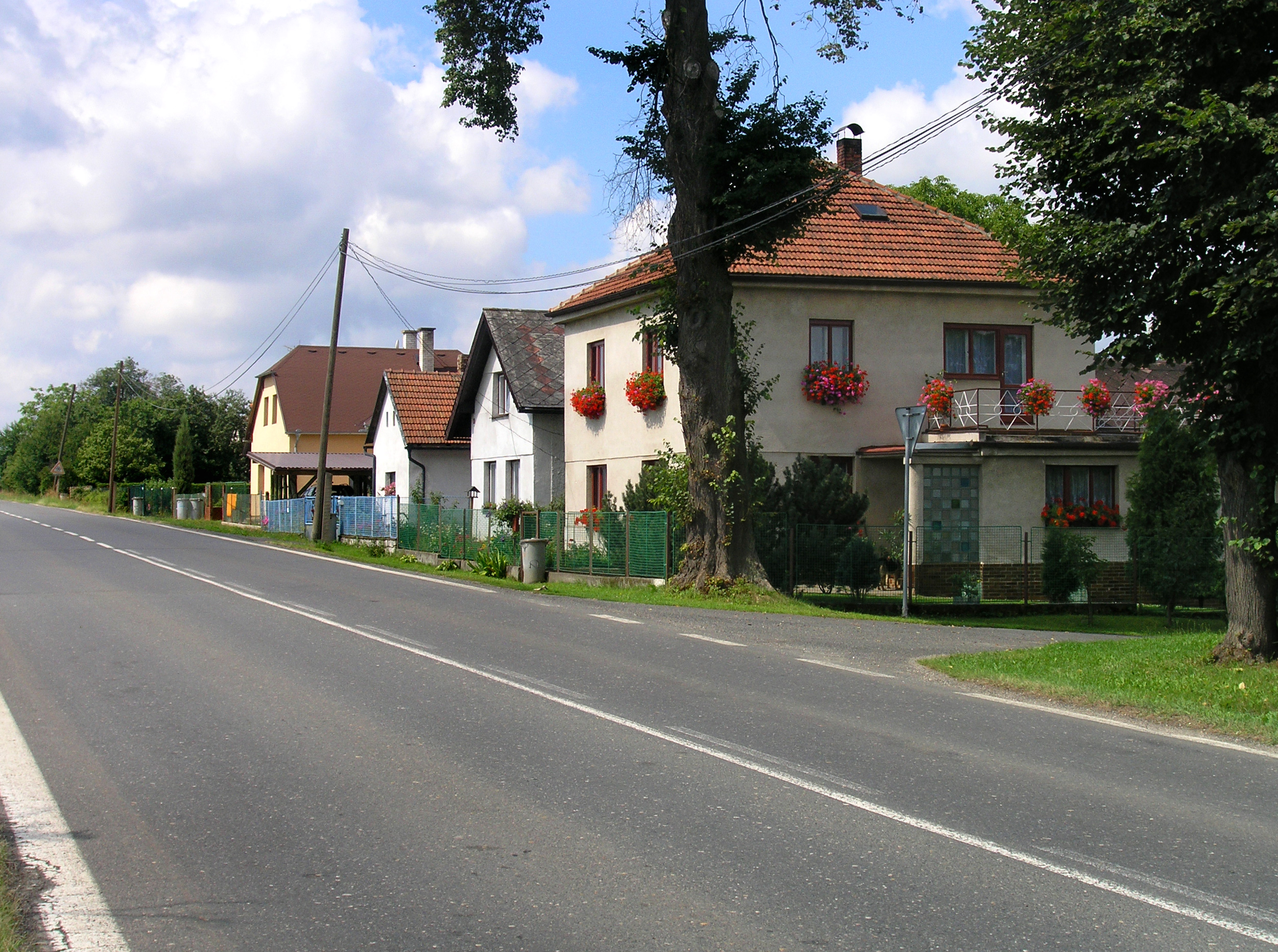
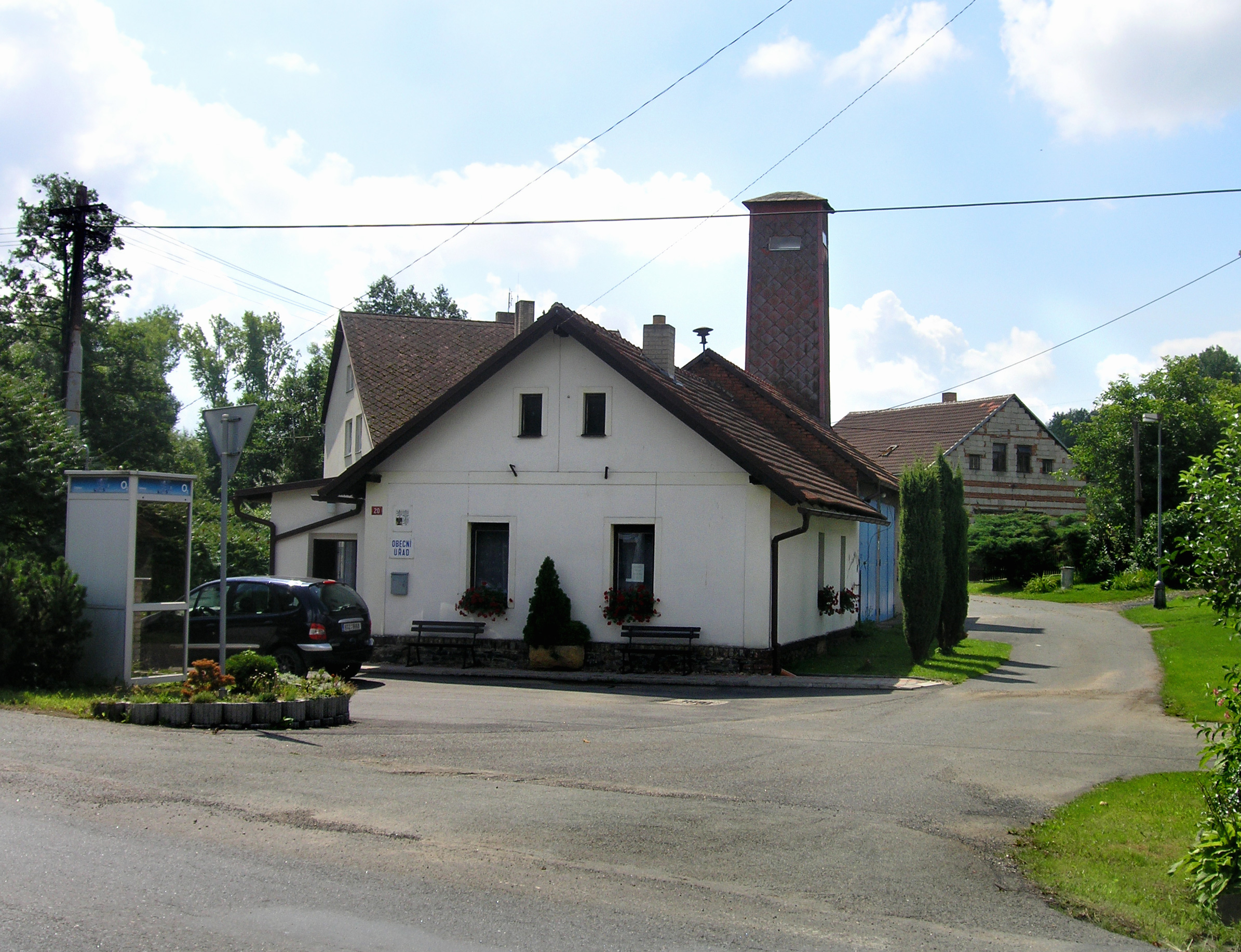